# Volodymyr Dakhno
Vladymyr Dakhno (em russo:  Владимир Авксентеевич Дахно; 7 de março de 1932, Zaporizhia - 28 de julho de de 2006, Kiev, Ucrânia) foi um animador ucraniano, director de cinema de animação e roteirista. Ele foi laureado com o Prémio Nacional Shevchenko da Ucrânia (1988) e Artista do Povo da Ucrânia (1996). Dakhno era mais conhecido pela série de animação Cossacks (Казаки). Ele trabalhou na Kievnauchfilm, que desde então foi renomeada para Ukranimafilm.
Dakhno nasceu em 7 de março de 1932 em Zaporozhye, na URSS. Depois da escola, ele entrou no Instituto Médico de Kiev. Quase imediatamente, ele foi transferido para o Instituto de Engenharia Civil de Kiev, onde estudou na classe de Joseph Karakis.
Em 7 de março de 2013, o Google lançou um Doodle na memória de Dakhno.

## 30em
1. 1 2  Юнаков 2016, p. 273.
2. ↑  Автор мультсериала о казаках умер во сне (em russo)
3. ↑  Юнаков 2016, p. 272.
4. ↑  Doodle: Volodymyr Dakhno's 81st birthday

## Literatura
- Юнаков, О. (2016). Архитектор Иосиф Каракис (em russo). [S.l.]: Алмаз. ISBN 978-1-68082-000-3